# Cameleonii (telenovelă)
Cameleonii (spaniolă Camaleones) este o telenovelă mexicană.

## Cast
- Belinda - Valentina Izguirre/Jaramillo
- Alfonso Herrera - Sebastián Jaramillo
- Edith González - Francisca Campos
- Guillermo García Cantú - Augusto Ponce de León
- Sherlyn González - Solange "Sol" Ponce de León Campos
- Irvin "Pee Wee" Salinas - Ulises "Uli" Morán
- José Luis Reséndez - Pedro Recalde -  fostul iubit al Valentinei
- Roberto Blandón - Javier Saavedra
- Grettel Valdéz - Silvana Saenz Arroyo - ex novia de Sebastian, muere por ordenes de    Augusto
- Manuel "Flaco" Ibáñez - Horacio Garcia Montaño / Leonidas „El Amo”
- José Elías Moreno - Armando Jaramillo || (supporting)
- Ana Bertha Espín - Lupita Ramírez de Morán || (supporting)

- Roberto Ballesteros - Ricardo Calderón
- Lucía Zerecero - Rocío Santoscoy
- Ferdinando Valencia - Patricio Calderón - era iubitul lui Solange înainte de al cunoaște pe Ulises
- Mariluz Bermúdez - Lorena González
- Erik Díaz - Lucio Barragán
- Michelle Renault - Bettina Montenegro
- Juan Carlos Flores - Bruno Pintos Castro
- Taide Rodríguez - Cristina Hernández
- Alberich Bormann - Federico Díaz Ballesteros
- Carla Cardona - Mercedes "Solo una pastilla" Márquez
- Roberto Marín - Roberto Morán
- Karla Álvarez - Ágata Menéndez
- Luis Manuel Ávila - Eusebio Portillo
- Mariana Ávila - Carmen Calenturienta Castillo
- Erick Guecha - Conrado Tapia
- Marisol Santacruz - Magdalena Orozco
- Ricardo de Pascual - Gerardo Zuñiga
- Eduardo Liñán - Víttorio Barragán
- Jonathan Becerra - Jonathan
- Flor Rubio - Irene Alatriste
- Lilí Brillanti - Susana
- Lucero Lander - Florencia de Santoscoy
- Paul Stanley - Rolando
- Lilibeth - Sabrina
- Alejandro Correa - Edgar Márquez - hermanastro de Mercedes
- Anaís - Evangelina de Márquez
- Arsenio Campos - Señor Santoscoy
- Eduardo Cáceres - José Ignacio Márquez
- Esteban Franco - Señor Pintos
- Jesus More - Enrique Garcia Rivero
- Mónica Dossetti - Señora de Díaz
- Queta Lavat - Graciela
- Rafael del Villar - Señor Montenegro
- Ricardo Vera - Efraín Castillo
- Rosángela Balbó - Señora de Castillo
- Theo Tapia - Ramón Velásquez Buendía
- Jorge Alberto Bolaños - Vicente